# 埃亚-米克拉霍尔特区
埃亚-米克拉霍尔特区是冰岛西部区的市镇。市镇面积为384平方公里，人口数量为114人（2023年）。主要经济活动为农业。
该市镇成立于1994年6月26日，由原埃亚区和米克拉霍尔特区合并而成。